# Göran Degen

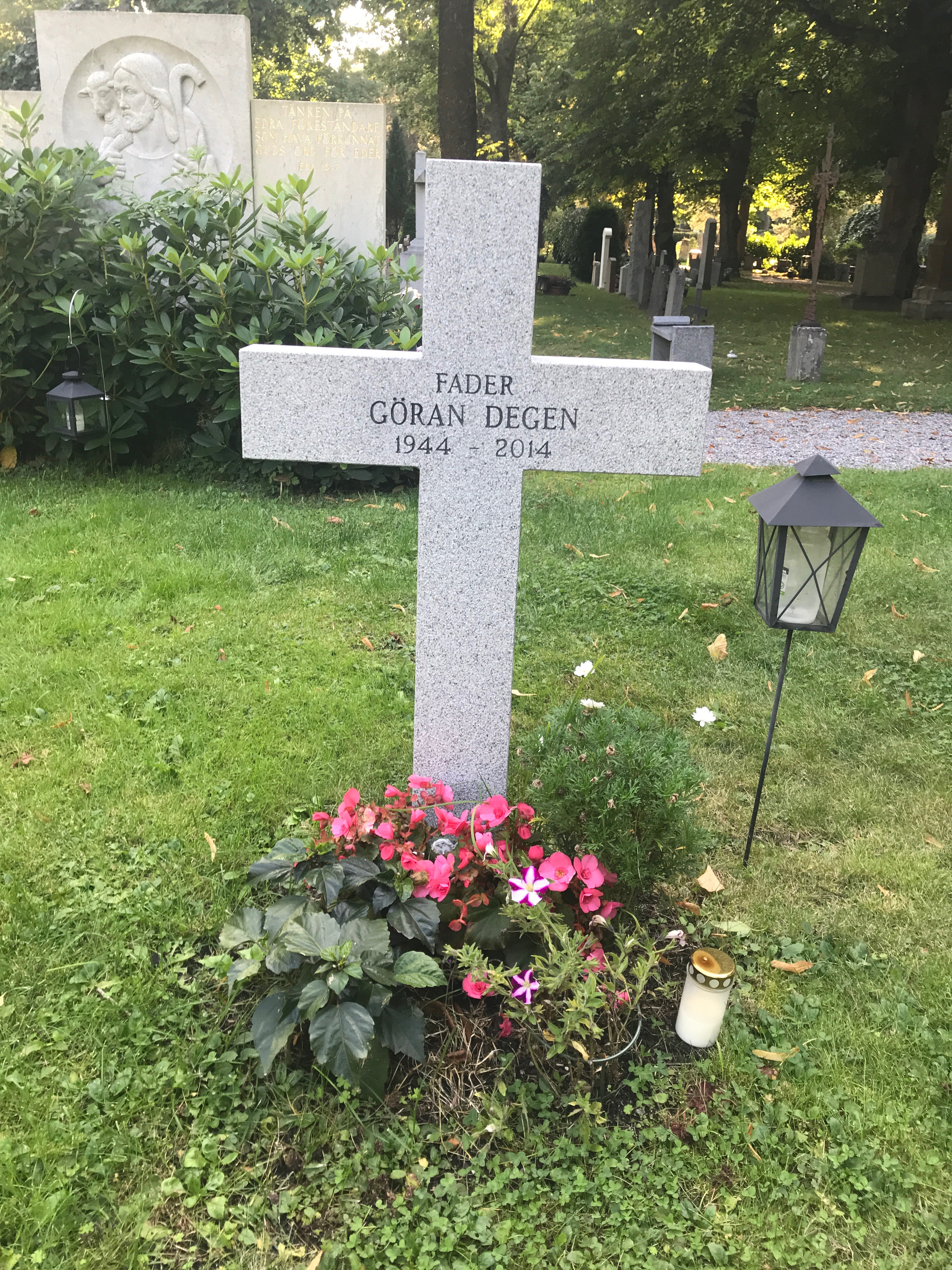
Gravvård Katolska kyrkogården i Stockholm

Göran Degen, född 7 november 1944 i Stockholm, död 27 april 2014, var en svensk katolsk präst, kyrkoherde i Kristus konungens katolska församling 1993–2006 och rektor för Sankt Sigfrids prästseminarium i Stockholms katolska stift. 

## Biografi
Göran Degen föddes i Stockholm 1944 och växte upp i en familj med rötter i Schweiz.
Efter engagemang i flera katolska ungdomsföreningar under skoltiden, genomgick han prästutbildning i Tyskland. Han prästvigdes i Sankt Eriks katolska domkyrka i Stockholm 1971. Under tiden som kaplan i Kristus Konungens Katolska Församling i Göteborg grundar han tillsammans med Marianne Abrahamsson den första Tro och Ljus gruppen i Sverige år 1979 med namnet Blåklockan.
Efter att ha tjänstgjort som kaplan i Kristus konungens katolska församling i Göteborg, blev han 1979 Stockholms katolska stifts ungdomspräst, varefter kyrkoherde i Sundsvalls katolska församling 1986-1993. Därefter blev han kyrkoherde i Kristus konungens församling i Göteborg fram tills 2006, då han blev utnämnd till rektor vid Sankt Sigfrids prästseminarium, den första i stiftets nyetablerade prästseminarium efter dess övertagande av ansvaret från Collegio Svedese i Rom. Under tiden som rektor vid prästseminariet även präst för Tro och ljus i Uppsala, Senapskornet. 2013 utnämndes han till församlingsadministrator i Sankt Josef arbetarens katolska församling i Luleå. Han avslutade sin tjänst som rektor för prästseminariet i slutet av februari 2014.
Degen var utöver det mångårig ledamot i stiftets prästråd och stiftsråd, förutom sitt stora engagemang för ungdomsarbete, kallelser och familjer. Hedersutnämnd till monsignore.
Jordfäst i Norra begravningsplatsen i Stockholm.